# Arche de Tcharents
L'Arche de Tcharents, également connu sous le nom d'Arc de Tcharents ou Arc d'Ararat (en arménien : Չարենցի կամար ) est un monument et une attraction touristique érigé en 1957 et dédié au poète arménien Yeghishe Tcharents. Le monument est situé à 1 500 m d'altitude dans le village de Voghjaberd, dans la province de Kotayk en Arménie.

## Conception
L'arche a été créée par Rafayel Israyelian. Il a décidé de réaliser l'arche en basalte pour l'extérieur et en tuf orange local pour l'intérieur. Le monument a également été réalisé dans une forme rectangulaire avec des dimensions de 5,5 × 10 m et une hauteur de 5 m. L'arche elle-même a un rayon de 3,5 m.
L'arche porte une citation gravée du poème de Tcharents intitulé J'aime ma douce Arménie... qui dit :

« Il n’y a pas de sommet aussi blanc de neige que celui du majestueux Ararat ;
Comme un chemin inaccessible vers la gloire, j'aime mon Mont Masis ! »

## Histoire
L'endroit où l'arche a été construite était connu pour être l'un des endroits préférés de Tcharents. C'est là qu'on pense qu'il a été abattu et enterré. L'idée de l'arche est venue à Israelyan alors qu'il visitait la route de Garni à Geghard, lorsqu'il est allé gravir la colline et a été tellement surpris par la vue qu'il a décidé de construire l'arche à cet endroit. L'arche a été achevée et érigée en 1957.

## Signification
Le monument est important en raison de sa vue sur des lieux importants pour l'Arménie, les principaux étant le mont Ararat et Erevan.
Le monument a également une signification car il est l'un des premiers, sinon le premier, monument à une victime de la Grande Purge, car Tcharents a vu ses œuvres interdites, a été arrêté par le gouvernement communiste arménien et est décédé plus tard en prison en 1937,.

## Galerie
|  |
|  |

|                                  |
| La façade de l'Arche de Tcharent |

|  |
|  |

|  |
|  |